# ジョン・ホーソーン
ジョン・ホーソーン（英: John Hathorne） (1641年8月 – 1717年5月10日)は、マサチューセッツ湾植民地とセイラムの裁判官で治安判事。彼は、セイラム魔女裁判の主任裁判官の一人として、早くから意見を述べた者としての役割で知られている。 
ホーソーンは、1692年6月にオイヤ―・アンド・ターミナ―裁判所に任命された男性のリストにはなかった。その裁判所は、ホーソーンとジョナサン・コーウィンによって開廷され、サミュエル・パリスおよび/またはエゼキエル・チーヴァー・ジュニアによって記録された霊的証拠、取り調べ、尋問および宣誓供述に大きく依存していた。1692年9月22日、ホーソーンは、ストートンとコットン・マザーとの会議に出席し、裁判を促進するように設計された新しい刊行物で法廷記録を取って議論した。サミュエル・シューワルとは異なり、ホーソーンは自分の行動を悔い改めたことはなかった。彼は作家ナサニエル・ホーソーンの父方の先祖だった。